# 希律迪亞絲

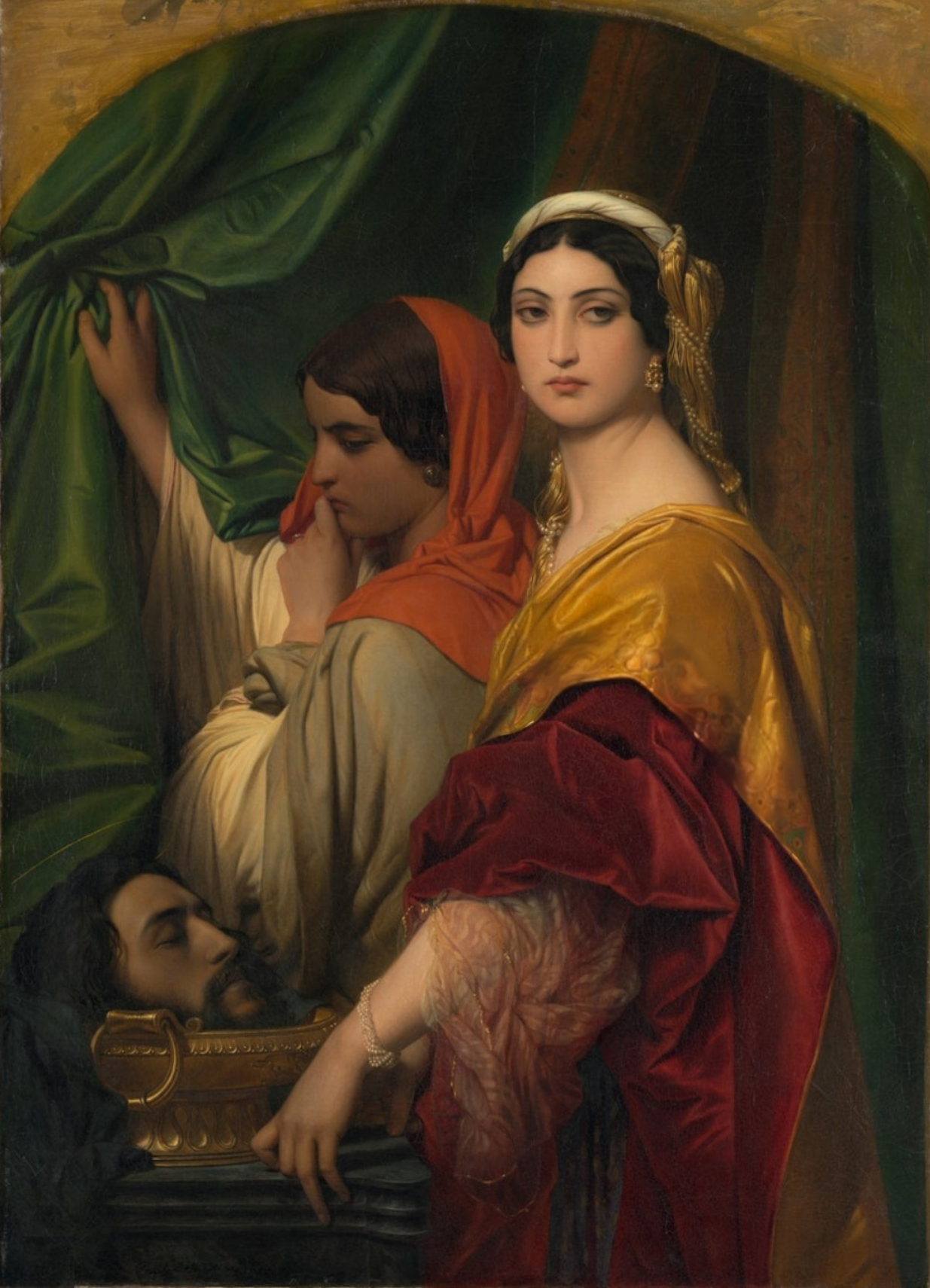

希律迪亞絲（Herodias），也稱為希羅底，是阿里斯托布魯斯四世與貝勒尼基的女兒，亞基帕一世的姊妹，大希律王的孫女。
希律迪亞絲與叔叔希律二世結婚，兩人的女兒是莎樂美。